# هاري بيكرينغ
هاري بيكرينغ (18 يناير 1917 - 4 مارس 1984) (بالإنجليزية: Harry Pickering)‏ هو لاعب كريكت بريطاني (وحمل سابقاً جنسية المملكة المتحدة لبريطانيا العظمى وأيرلندا). لعب مع نادي مقاطعة ساسكس للكريكت ‏ ونادي مقاطعة ليسترشاير للكريكت ‏.

## وصلات خارجية
- هاري بيكرينغ على موقع إي آس بي آن كريك إنفو (الإنجليزية)